# Kacsóta
Kacsóta is een plaats (község) en gemeente in het Hongaarse comitaat Baranya. Kacsóta telt 298 inwoners (2001).